# Список глав Гайаны

Президентский штандарт (с 2020)

Список глав Гайаны включает лиц, являвшихся главой государства Гайана после обретения ею независимости в 1966 году, включая правившую королеву и представлявших её генерал-губернаторов (в монархический период), и избранных президентов после провозглашения в 1970 году республики.
В настоящее время главой государства и правительства является избираемый на пятилетний срок по результатам двойного одновременного голосования Президент Кооперативной Республики Гайана (англ. President of the Co-operative Republic of Guyana), неофициально — Президент Гайаны (англ. President of Guyana), чьё положение в системе государственной власти определяет конституция, вступившая в силу 20 февраля 1980 года.
Применённая в первых столбцах таблиц нумерация является условной. Также условным является использование в первых столбцах цветовой заливки, служащей для упрощения восприятия принадлежности лиц к различным политическим силам без необходимости обращения к столбцу, отражающему партийную принадлежность или независимый статус политика. В столбце «Выборы» отражены состоявшиеся выборные процедуры либо иные основания получения главой государства полномочий. Для удобства список разделён на принятые в историографии периоды истории страны. Приведённые в преамбулах к каждому из разделов описания этих периодов призваны пояснить особенности политической жизни страны.

## Период монархии (1966—1970)

Штандарт генерал-губернатора

26 мая 1966 года коронная колония Британская Гвиана (англ. British Guiana была провозглашена королевством Содружества Гайана (англ. Guyana).
Правящим монархом нового государства стала Елизавета II, которую представляли назначаемые ею генерал-губернаторы и главнокомандующие Гайаны (англ. Governor-General and Commander-in-Chief of Guyana), осуществлявшие большую часть полномочий монарха, служа его воле. Назначение генерал-губернатора происходило по рекомендации кабинета министров Гайаны без участия британского правительства. Правовое положение монарха и генерал-губернатора было определено нормами, включёнными в закон о независимости и в Конституцию, которые были основаны на Вестминстерском статуте 1931 года.
Елизавета II посещала страну уже после установления республики в качестве главы Содружества наций с 19 по 22 февраля 1994 года
Разрыв конституционных связей Гайаны с Соединённым королевством был осуществлён провозглашением 23 февраля 1970 года республики, с установлением церемониального поста президента, избираемого Национальной ассамблеей. Первым исполняющим обязанности президента стал исполняющий обязанности генерал-губернатора Сэр Эдвард Виктор Лакху.
| Портрет      | Имя (годы жизни)                                                                                           | Полномочия      | Полномочия | Династия                        | Титул | Пр.          |
| Портрет      | Имя (годы жизни)                                                                                           | Начало          | Окончание | Династия                        | Титул | Пр.          |
| ------------ | --- | --------------- | --- | ------------------------------- | --- | ------------ |
|              | Елизавета II (1926—2022) англ. Elizabeth II урожд. Элизабет Александра Мэри англ. Elizabeth Alexandra Mary | 26 мая 1966     | 18 июня 1966 | Виндзоры англ. House of Windsor | Милостью Божьей, Соединённого Королевства Великобритании и Северной Ирландии и других её королевств и территорий королева, глава Содружества, защитница веры англ. By the Grace of God, Queen of Guyana and of Her other Realms and Territories, Head of the Commonwealth | [ 5 ] [ 15 ] |
| 18 июня 1966 | Елизавета II (1926—2022) англ. Elizabeth II урожд. Элизабет Александра Мэри англ. Elizabeth Alexandra Mary | 23 февраля 1970 | Милостью Божьей, королева Гайаны и других её королевств и территорий, Глава Содружества англ. By the Grace of God, Queen of Guyana and of Her other Realms and Territories, Head of the Commonwealth | Виндзоры англ. House of Windsor | | [ 5 ] [ 15 ] |

### Список генерал-губернаторов Гайаны
Курсивом и серым цветом выделены даты начала и окончания полномочий канцлера юстиции Сэра Кеннета Стоби, временно замещавшего Сэра Ричарда Люита.
|        | Портрет | Имя (годы жизни)                                                           | Полномочия      | Полномочия      | Должность | Пр.           |
| Начало | Портрет | Имя (годы жизни)                                                           | Окончание       |                 | Должность | Пр.           |
| ------ | ------- | -------------------------------------------------------------------------- | --------------- | --------------- | --- | ------------- |
| 1      |         | Сэр Ричард Эдмондс Люит (1915—1994) англ. Richard Edmonds Luyt             | 26 мая 1966     | 16 декабря 1966 | генерал-губернатор и главнокомандующий Гайаны англ. Governor-General and Commander-in-Chief of Guyana                                  | [ 16 ] [ 17 ] |
| и. о.  |         | Сэр Кеннет Сайевьюрайт Стоби (1903—1985) англ. Kenneth Sievewright Stoby   | 1 ноября 1966   | 15 декабря 1966 | исполняющий обязанности генерал-губернатора и главнокомандующего Гайаны англ. Acting Governor-General and Commander-in-Chief of Guyana | [ 18 ] [ 19 ] |
| 2      |         | Сэр Дэвид Джеймс Гардинер Роуз (1923—1969) англ. David James Gardiner Rose | 16 декабря 1966 | 10 ноября 1969  | генерал-губернатор и главнокомандующий Гайаны англ. Governor-General and Commander-in-Chief of Guyana                                  | [ 21 ] [ 22 ] |
| и. о.  |         | Сэр Эдвард Виктор Лакху (1912—1998) англ. Edward Victor Luckhoo            | 10 ноября 1969  | 22 февраля 1970 | исполняющий обязанности генерал-губернатора и главнокомандующего Гайаны англ. Acting Governor-General and Commander-in-Chief of Guyana | [ 23 ] [ 24 ] |

## Республика (с 1970)
Разрыв конституционных связей Гайаны с Соединённым королевством был осуществлён провозглашением 23 февраля 1970 года республики, с установлением церемониального поста президента, избираемого Национальной ассамблеей. На состоявшемся 10 июля 1978 года конституционном референдуме были приняты решения о внесении изменений в конституцию решением Национальной ассамблеи и об объявлении избранного в 1973 году состава Ассамблеи Учредительным собранием. Разработанная им новая конституция была обнародована 6 октября 1980 года, закрепив используемое ранее официальными органами наименование Кооперативная Республика Гайана и сконцентрировав полноту исполнительных полномочий у президента Кооперативной Республики Гайана (англ. President of the Co-operative Republic of Guyana).
|           | Портрет         | Имя (годы жизни) | Полномочия      | Полномочия      | Партия                                                                                  | Выборы       | Пр.           |
| Начало    | Портрет         | Имя (годы жизни) | Окончание       |                 | Партия                                                                                  | Выборы       | Пр.           |
| --------- | --------------- | --- | --------------- | --------------- | --------------------------------------------------------------------------------------- | ------------ | ------------- |
| и. о.     |                 | Сэр Эдвард Виктор Лакху (1912—1998) англ. Edward Victor Luckhoo                                                         | 23 февраля 1970 | 17 марта 1970   | независимый                                                                             | [ комм. 7 ]  | [ 23 ] [ 24 ] |
| 1 (I—II)  |                 | Артур Раймонд Чан (1918—2008) англ. Arthur Raymond Chung                                                                | 17 марта 1970   | 6 октября 1980  | независимый                                                                             | [ комм. 9 ]  | [ 26 ] [ 27 ] |
| 1 (I—II)  | [ комм. 10 ]    | Артур Раймонд Чан (1918—2008) англ. Arthur Raymond Chung                                                                | 17 марта 1970   | 6 октября 1980  | независимый                                                                             |              | [ 26 ] [ 27 ] |
| 2 (I—II)  |                 | Линдон Форбс Сампсон Бёрнхем (1923—1985) англ. Linden Forbes Sampson Burnham                                            | 6 октября 1980  | 6 августа 1985  | Народный национальный конгресс                                                          | [ комм. 12 ] | [ 28 ] [ 29 ] |
| 2 (I—II)  | 1980            | Линдон Форбс Сампсон Бёрнхем (1923—1985) англ. Linden Forbes Sampson Burnham                                            | 6 октября 1980  | 6 августа 1985  | Народный национальный конгресс                                                          |              | [ 28 ] [ 29 ] |
| 3 (I—II)  |                 | Хью Десмонд Хойт (1929—2002) англ. Hugh Desmond Hoyte                                                                   | 6 августа 1985  | 12 декабря 1985 | Народный национальный конгресс                                                          | [ комм. 13 ] | [ 30 ] [ 31 ] |
| 3 (I—II)  | 12 декабря 1985 | Хью Десмонд Хойт (1929—2002) англ. Hugh Desmond Hoyte                                                                   | 9 октября 1992  | 1985            | Народный национальный конгресс                                                          |              | [ 30 ] [ 31 ] |
| 4         |                 | Чедди Беррет Джаган (1918—1997) англ. Cheddi Berret Jagan                                                               | 9 октября 1992  | 6 марта 1997    | Народная прогрессивная партия Гайаны                                                    | 1992         | [ 32 ] [ 33 ] |
| 5         |                 | Самуэль Арчибальд Энтони Хайндс (1943—) англ. Samuel Archibald Anthony Hinds                                            | 6 марта 1997    | 19 декабря 1997 | Народная прогрессивная партия Гайаны                                                    | [ комм. 14 ] | [ 34 ] [ 35 ] |
| 6         |                 | Джанет Розали Джаган (1920—2009) англ. Janet Rosalie Jagan урожд. Джанет Розали Розенберг англ. Janet Rosalie Rosenberg | 19 декабря 1997 | 11 августа 1999 | Народная прогрессивная партия Гайаны                                                    | 1997         | [ 36 ] [ 37 ] |
| 7 (I—III) |                 | Бхаррат Джагдео (1964—) англ. Bharrat Jagdeo                                                                            | 11 августа 1999 | 31 марта 2001   | Народная прогрессивная партия Гайаны                                                    | [ комм. 16 ] | [ 38 ] [ 39 ] |
| 7 (I—III) | 31 марта 2001   | Бхаррат Джагдео (1964—) англ. Bharrat Jagdeo                                                                            | 2 сентября 2006 | 2001            | Народная прогрессивная партия Гайаны                                                    |              | [ 38 ] [ 39 ] |
| 7 (I—III) | 2 сентября 2006 | Бхаррат Джагдео (1964—) англ. Bharrat Jagdeo                                                                            | 3 декабря 2011  | 2006            | Народная прогрессивная партия Гайаны                                                    |              | [ 38 ] [ 39 ] |
| 8         |                 | Дональд Рабиндранат Рамотар (1950—) англ. Donald Rabindranauth Ramotar                                                  | 3 декабря 2011  | 16 мая 2015     | Народная прогрессивная партия Гайаны                                                    | 2011         | [ 40 ] [ 41 ] |
| 9         |                 | Дэвид Артур Грейнджер (1945—) англ. David Arthur Granger                                                                | 16 мая 2015     | 2 августа 2020  | Народный национальный конгресс — Реформа в составе Партнёрства за национальное единство | 2015         | [ 43 ] [ 44 ] |
| 10        |                 | Мохамед Ирфаан Али (1980—) англ. Mohamed Irfaan Ali                                                                     | 2 августа 2020  | действующий     | Народная прогрессивная партия Гайаны                                                    | 2020         | [ 45 ] [ 46 ] |

## Галерея исторических президентских штандартов

1970—1980
1980—1985
1985—1992
1992—1997
1997—1999
1999—2011
2011—2015
2015—2020